# Pat Toomey
Patrick Joseph Toomey (* 17. listopadu 1961, Providence, Rhode Island) je americký podnikatel a politik, podporovatel hnutí Tea Party. Mezi lety 2011–2023 byl republikánským senátorem USA za Pensylvánii. V letech 1999–2005 byl poslancem Sněmovny reprezentantů, v níž zastupoval Pensylvánii za patnáctý kongresový okres.
V říjnu 2020 oznámil, že ve volbách v roce 2022 již nebude kandidovat do senátu ani na pozici guvernéra Pensylvánie. Je druhým republikánským senátorem po Lise Murkowské, který se veřejně vyjádřil po útoku Trumpových přívrženců na Kapitol, aby Donald Trump odstoupil z prezidentské funkce. V senátu Toomeyho v lednu 2023 nahradil Demokrat John Fetterman.